# (25237) Hurwitz
(25237) Hurwitz (1998 UG7) – planetoida z pasa głównego asteroid okrążająca Słońce w ciągu 5,11 lat w średniej odległości 2,97 j.a. Odkryta 20 października 1998 roku.